# Eric Bischoff
Eric Aaron Bischoff (Detroit, 27 maggio 1955) è un imprenditore, dirigente d'azienda e booker di wrestling statunitense.
È una delle menti creative che diedero origine ai successi della World Championship Wrestling negli anni novanta, ma ha lavorato anche per la World Wrestling Entertainment e la Total Nonstop Action Wrestling negli anni duemila.
Il suo mandato da general manager di Raw, durato 1239 giorni (dal 15 luglio 2002 al 5 dicembre 2005), è il più lungo nella storia della WWE.

## Biografia
Eric Bischoff è sposato dal 1984 con Loree, da cui ha avuto due figli: Garett e Montanna. In precedenza era stato sposato con una donna di nome Kimberly Bowman, dalla quale ha divorziato nel 1980. Bischoff è cintura nera di taekwondo ed ha una grande passione per le motociclette.

## Carriera

### World Championship Wrestling (1991–2001)
Bischoff è stato inoltre vicepresidente (1995) e quindi presidente (1997) della World Championship Wrestling, federazione nella quale debuttò come annunciatore nel 1991. Bischoff riuscì a convincere Ted Turner e la dirigenza della WCW a rendere disponibili più risorse per la federazione, soldi che spese immediatamente per mettere sotto contratto diverse stelle della concorrente World Wrestling Federation come Hulk Hogan, Bret Hart e Randy Savage, per aumentare il numero di pay-per-view e per migliorare il prodotto; sotto la sua guida la società raggiunse per la prima volta dalla sua fondazione un attivo di bilancio.
Intraprese inoltre un testa a testa con la WWF, mettendo in diretta concorrenza i due show principali delle federazione, WWF Monday Night Raw e WCW Monday Nitro, dando vita alla cosiddetta Monday Night War. Gli indici di ascolto arrisero al prodotto di Bischoff, mettendo per la prima volta nella storia del wrestling in grave difficoltà la WWF. Tuttavia dopo diciotto mesi di dominio pressoché assoluto, Nitro iniziò a registrare un calo sensibile degli ascolti. Col passare del tempo il divario tra i due show divenne un abisso e la WWF riprese il ruolo di dominatrice nel panorama wrestling. Oberata dai debiti, costretta a pagare stipendi eccessivi ai wrestler e priva di idee degne di nota, la WCW fu messa in vendita da Turner alla vigilia della fusione tra la Time Warner e la AOL che avrebbe portato di lì a poco alla nascita del gruppo AOL Time Warner. Bischoff tentò di acquistare la federazione ponendosi a capo di una cordata, ma fu battuto da Vince McMahon, che acquistò nel marzo 2001 la rivale acquisendo inoltre buona parte del parco lottatori.

### World Wrestling Entertainment (2002–2007)

#### General manager diRaw(2002–2005)

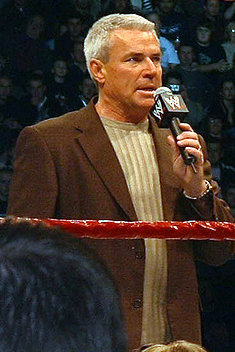
Eric Bischoff nel 2005

Nell'estate del 2002 Eric Bischoff fu assunto dalla World Wrestling Entertainment e fu nominato general manager del roster di Raw. Debuttò nello show rosso nella puntata del 15 luglio 2002, mantenendo il personaggio di heel senza scrupoli che aveva anche in WCW. Sotto la sua guida vennero introdotte per la prima volta la Raw Roulette e soprattutto l'Elimination chamber match.
Nel settembre del 2003 iniziò una faida con Steve Austin per il controllo di Raw, che si risolse al pay-per-view Survivor Series con la vittoria del "Team Bischoff" (Chris Jericho, Christian, Mark Henry, Randy Orton e Scott Steiner) sul "Team Austin" (Booker T, Bubba Ray Dudley, D-Von Dudley, Rob Van Dam e Shawn Michaels).
A Taboo Tuesday 2004 Bischoff venne sconfitto dal suo nipote ritardato, Eugene (kayfabe), e fu quindi costretto a radersi i capelli a zero. Nella puntata del 1º novembre 2004 effettuò un turn face, voltando le spalle all'Evolution. Da allora iniziò a favorire wrestler apprezzati dal pubblico tra cui Randy Orton, Chris Benoit, Chris Jericho e Maven. Dopo le Survivor Series 2004 si prese un breve periodo di vacanza, concedendo il controllo di Raw ai membri del Team Orton (Randy Orton, Chris Benoit, Chris Jericho e Maven), che in pay-per-view avevano sconfitto il Team Triple H (Triple H, Batista, Edge e Gene Snitsky). Bischoff ritornò nella puntata del 13 dicembre 2004, decidendo di rendere vacante il World Heavyweight Championship poiché nella settimana precedente un match titolato tra Chris Benoit, Edge ed il campione Triple H era terminato in parità; annunciò quindi un Elimination chamber match previsto per New Year's Revolution 2005 in cui la cintura sarebbe stata in palio (i partecipanti erano Chris Benoit, Edge, Triple H, Batista, Chris Jericho e Randy Orton).
Nel luglio del 2005 il roster di Raw venne ripetutamente invaso dai wrestler della Extreme Championship Wrestling, guidati da Paul Heyman. Bischoff chiese quindi aiuto ad alcuni dei suoi atleti, tra cui il WWE Champion John Cena, appena trasferitosi nello show rosso, ma quest'ultimo rifiutò; il GM decise quindi di vendicarsi contro il campione, effettuando un turn heel e alleandosi con Kurt Angle, all'epoca in faida con Cena.
Nell'autunno del 2005 guidò il roster di Raw nella faida interbrand contro SmackDown!. Alle Survivor Series 2005 perse contro il general manager dello show blu, Theodore Long, a causa dell'interferenza di The Boogeyman. Nel corso della stessa serata il Team Raw (Big Show, Carlito, Chris Masters, Kane e Shawn Michaels) venne sconfitto dal Team SmackDown! (Batista, Bobby Lashley, John "Bradshaw" Layfield, Randy Orton e Rey Mysterio).
Il 5 dicembre 2005 Bischoff venne licenziato da Vince McMahon, a causa delle azioni intraprese nei confronti di alcuni wrestler di Raw (kayfabe).
Eric Bischoff rimase nel team dei booker della WWE fino all'aprile del 2006, periodo in cui iniziò a scrivere un libro intitolato Controversy Creates Ca$h.

#### Apparizioni sporadiche (2006–2007)
Il 25 settembre 2006 apparì in WWE per la prima volta dal suo "licenziamento" di fine 2005; venne invitato da Jonathan Coachman per promuovere l'imminente uscita del suo libro e, nell'occasione, eseguì un promo worked shoot nei confronti di Vince McMahon e della WWE: durante il segmento, Bischoff disse che "senza Monday Nitro non ci sarebbe mai stato Monday Night Raw, senza il New World Order non ci sarebbe mai stata la D-Generation X e senza Eric Bischoff non ci sarebbe mai stato Vince McMahon". Dopo aver pronunciato queste parole, a Bischoff venne spento il microfono e gli uomini della sicurezza lo scortarono fuori dall'arena (kayfabe).
Il 5 novembre 2006, a Cyber Sunday, venne scelto dal pubblico come arbitro speciale del ,tag team match tra la D-Generation X e i Rated-RKO, favorendo questi ultimi in maniera sporca. La sera successiva venne nominato general manager per una sola notte e Bischoff ne approfittò per favorire atleti heel tra cui Carlito, Chris Masters, Johnny Nitro, Lita, Umaga e la Spirit Squad; inoltre bandì la D-Generation X dall'arena e costrinse John Cena a prendersi un giorno libero.
La sua ultima apparizione in WWE avvenne il 10 dicembre 2007, nella puntata di Raw dedicata al 15º anniversario dello show, in cui ebbe un'accesa discussione con Chris Jericho, il quale era stato licenziato da Bischoff due anni prima (kayfabe).

### Total Nonstop Action (2009–2014)

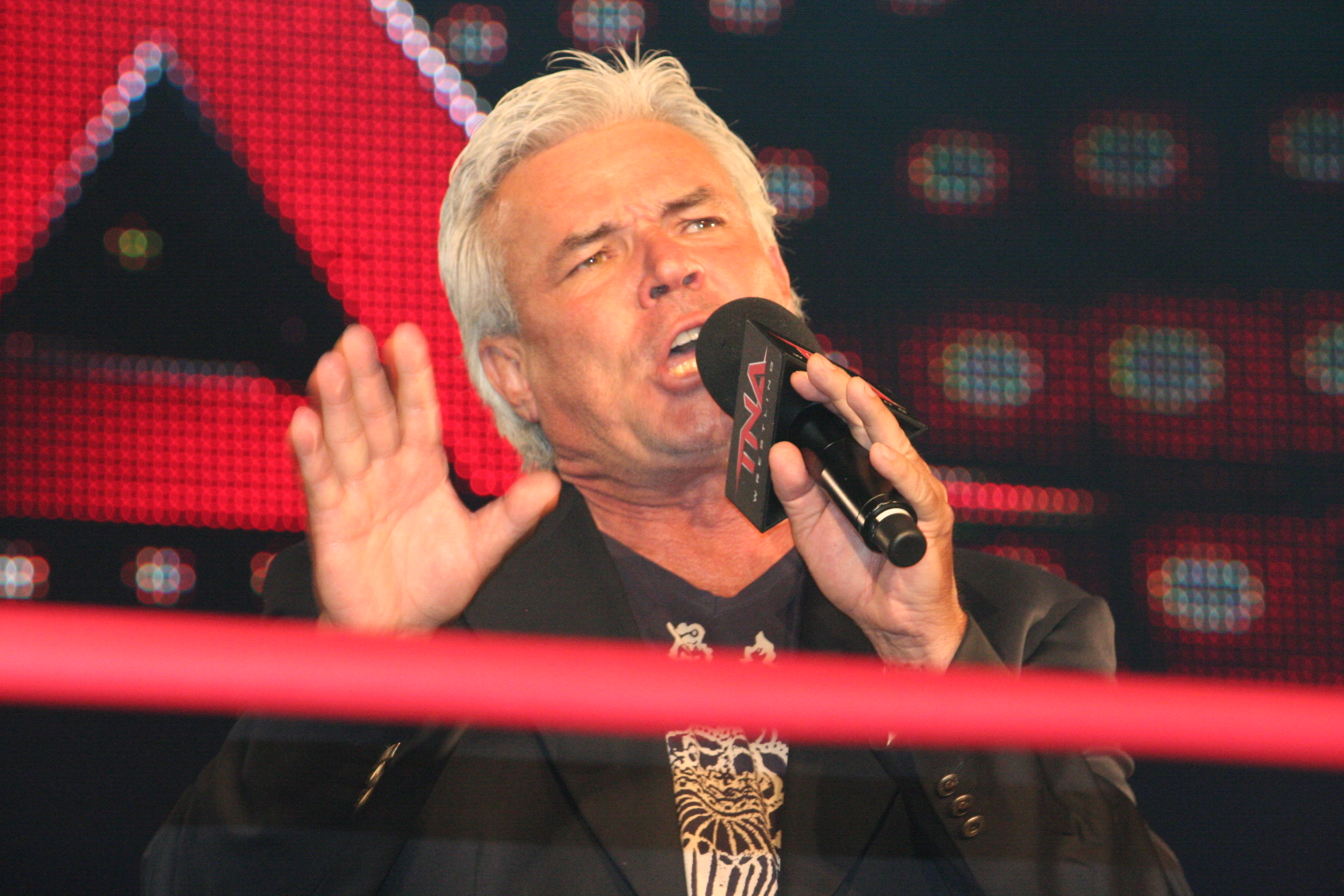
Eric Bischoff nel 2010

Nell'ottobre del 2009 Eric Bischoff firmò un contratto con la Total Nonstop Action Wrestling. Debuttò insieme a Hulk Hogan nel 2010, ricoprendo insieme a lui il ruolo di co-leader della neonata fazione "Immortal".
A partire dall'aprile 2012, Bischoff ha smesso di apparire negli show, e si dedicò esclusivamente a ruoli da backstage. Nel mese di ottobre del 2013, fu allontanato dalla TNA visto che il suo contratto in scadenza all'inizio del 2014, non sarebbe stato rinnovato. Nel maggio 2015, Bischoff, il figlio Garett, e il suo socio in affari Jason Hervey denunciarono la federazione per lo stipendio non pagato. Durante un'intervista nel mese di agosto 2016, quando gli fu chiesto cosa è andato storto con la TNA ha dichiarato: "Sono nel bel mezzo di una causa con loro quindi non posso commentare." Alla domanda su quali fossero i suoi ricordi positivi durante il periodo in TNA ha dichiarato che non ne aveva.

### Ritorno in WWE (2018–2021)

#### Apparizioni sporadiche (2018-presente)
Essendo stato uno dei più importanti general manager nella storia di Raw, il 22 gennaio 2018 è apparso nella puntata dedicata al 25º anniversario dello show rosso.
Tra il 27 giugno e il 17 ottobre 2019, ha ricoperto il ruolo di direttore esecutivo di SmackDown.

## Altre attività
Eric Bischoff possiede, insieme a Jason Hervey, una casa di produzione chiamata Bischoff-Hervey Productions; la sua società ha prodotto diversi reality show per la televisione statunitense nella prima metà degli anni duemila. Nel 2006 ha scritto un libro, Controversy Creates Ca$h, nel quale racconta la sua carriera nel mondo del wrestling.

## Personaggio

### Mosse finali
- Roundhouse kick
- Superkick

### Soprannomi
- "ATM Eric"
- "Easy E"

## Titoli e riconoscimenti
- Pro Wrestling Illustrated
  - Feud of the Year (1996) - vs. Vince McMahon
  - Feud of the Year (2002) - vs. Stephanie McMahon
- World Championship Wrestling
  - WCW Hardcore Championship (1)
- Wrestling Observer Newsletter
  - Best non-wrestler (2005)
- WWE
  - WWE Hall of Fame (classe del 2021)